# Smithville (Tennessee)
Smithville és una població dels Estats Units a l'estat de Tennessee. Segons el cens del 2000 tenia 3.994 habitants.

## Demografia
Segons el cens del 2000, Smithville tenia 3.994 habitants, 1.675 habitatges, i 1.065 famílies. La densitat de població era de 262,3 habitants/km².
Dels 1.675 habitatges en un 27,9% hi vivien nens de menys de 18 anys, en un 43% hi vivien parelles casades, en un 16,9% dones solteres, i en un 36,4% no eren unitats familiars. En el 33,4% dels habitatges hi vivien persones soles el 15,1% de les quals corresponia a persones de 65 anys o més que vivien soles. El nombre mitjà de persones vivint en cada habitatge era de 2,27 i el nombre mitjà de persones que vivien en cada família era de 2,85.
Per edats la població es repartia de la següent manera: un 22,9% tenia menys de 18 anys, un 8,9% entre 18 i 24, un 26,4% entre 25 i 44, un 22,3% de 45 a 60 i un 19,6% 65 anys o més.
L'edat mediana era de 38 anys. Per cada 100 dones de 18 o més anys hi havia 78 homes.
La renda mediana per habitatge era de 22.482 $ i la renda mediana per família de 30.179 $. Els homes tenien una renda mediana de 29.231 $ mentre que les dones 20.705 $. La renda per capita de la població era de 16.854 $. Entorn del 15,4% de les famílies i el 22,2% de la població estaven per davall del llindar de pobresa.

## Poblacions més properes
El següent diagrama mostra les poblacions més properes.